# Província de Hunedoara
La província de Hunedoara (IPA: [hu.ne.'dwa.ra]; hongarès: Hunyad) és un Judeţ, una divisió administrativa de Romania, a Transsilvània, amb capital a Deva.

## Límits
- Província d'Alba a l'est i al nord.
- Província d'Arad, província de Timiş i província de Caraş-Severin a l'oest.
- Província de Gorj al sud.

La Província també forma part d'Euroregió de Danubi-Kris-Mures-Tisza.

## Demografia
El 2002, tenia 485,712 i una densitat de població de 69 h/km².
- Romanesos - 92%[1]
- Hongaresos - 5%
- Gitanos - 2%
- Alemanys ètnics menys de l'1%.

A la vall minaire del riu Jiu, hi ha un grau molt alt d'industrialització que ha provocat l'arribada de molta gent d'altres regions de Romania.
| Any  | Població |
| ---- | -------- |
| 1948 | 306,955  |
| 1956 | 381,902  |
| 1966 | 474,602  |
| 1977 | 514,436  |
| 1992 | 547,950  |
| 2002 | 485,712  |

## Divisió Administrativa
La Província té 7 municipalitats, 7 ciutats i 55 comunes.

### Municipalitats
- Deva - capital. Població: 77,259
- Hunedoara
- Brad
- Lupeni
- Orăștie
- Petroșani
- Vulcan (Hunedoara)

### Ciutats
- Aninoasa
- Călan
- Geoagiu
- Hațeg
- Petrila
- Simeria
- Uricani

### Comunes
| - Baia de Criş - Balşa - Băniţa - Baru - Băcia - Băiţa - Bătrâna - Beriu - Blăjeni - Boşorod - Brănişca - Bretea Română - Buceş - Bucureşci | - Bulzeştii de Sus - Bunila - Burjuc - Cerbăl - Certeju de Sus - Cârjiţi - Crişcior - Densuş - Dobra - General Berthelot - Ghelari - Gurasada - Hărău - Ilia | - Lăpugiu de Jos - Lelese - Lunca Cernii de Jos - Luncoiu de Jos - Mărtineşti - Orăştioara de Sus - Pestişu Mic - Pui - Rapoltu Mare - Răchitova - Ribiţa - Râu de Mori - Romos - Sarmizegetusa | - Sălaşu de Sus - Sântămăria-Orlea - Şoimuş - Teliucu Inferior - Tomeşti - Topliţa - Toteşti - Turdaş - Vaţa de Jos - Vălişoara - Veţel - Vorţa - Zam |